# Leonhard Kaiser
Leonhard Kaiser (17. října 1872 Suché Vrbné – 4. prosince 1956 Altfrauenhofen u Landshutu) ,byl československý politik německé národnosti a poslanec Národního shromáždění republiky Československé za Německý svaz zemědělců (BdL – němečtí agrárníci).

## Biografie
Narodil se v říjnu 1872 v Dürnfellern (Suché Vrbné) u Českých Budějovic v rodině malorolníka. Vychodil obecnou školu, pak pracoval na otcově hospodářství. Absolvoval německou zemědělskou školu v Budějovicích. Do roku 1897 následně působil jako hospodář na velkostatcích. od roku 1898 byl učitelem Německorakouského selského svazu. Téhož roku se stal i redaktorem listu Dorfboten. Účastnil se agrárních veřejných schůzí v různých zemích Předlitavska. Zároveň působil jako ředitel, později předseda okresního zemědělského spolku v Českých Budějovicích. Podle údajů k roku 1920 byl profesí rolníkem z Českých Budějovic.
V parlamentních volbách v roce 1920 získal mandát v Národním shromáždění. V srpnu 1923 referoval tisk o tom, že Kaiser trpí žlučovými kameny a musel se uchýlit do sanatoria, přičemž choroba mu na delší dobu znemožní aktivní výkon poslanecké funkce. Mandátu se vzdal roku 1925. Jako náhradník za něj nastoupil poslanec Johann Platzer. Důvodem k rezignaci bylo jeho povolání do českého zemského výboru k 1. lednu 1925. Vedl v něm referát pro meliorace a vodní hospodářství. 30. června 1928 byl zvolen prezidentem Úřadovny německého zemědělství a lesnictví.
V polovině 30. let působil jako předseda Německého svazu zemědělců (BdL). Uvádí se tehdy stále coby přísedící zemského výboru. Z čela strany odešel na vlastní žádost v lednu 1936. Jeho nástupcem se stal Gustav Hacker.